# Fonction caractéristique (probabilités)
Pour les articles homonymes, voir Fonction caractéristique.
En mathématiques et plus particulièrement en théorie des probabilités et en statistique, la fonction caractéristique d'une variable aléatoire réelle X est une quantité qui détermine de façon unique sa loi de probabilité. Si cette variable aléatoire a une densité, alors la fonction caractéristique est la transformée de Fourier inverse de la densité. Les valeurs en zéro des dérivées successives de la fonction caractéristique permettent de calculer les moments de la variable aléatoire.
La fonction caractéristique est parfois appelée première fonction caractéristique alors que la seconde fonction caractéristique (ou encore deuxième fonction caractéristique) en est la transformée logarithmique.
Le théorème de Bochner et le théorème de Khintchine donnent des conditions nécessaires et suffisantes pour qu’une fonction soit la fonction caractéristique d’une variable aléatoire.

## Définitions

### Pour une variable réelle
La fonction caractéristique d'une variable aléatoire réelle X est la fonction à valeurs complexes définie sur {\displaystyle \mathbb {R} } par
{\displaystyle {\begin{aligned}\varphi _{X}(t)&=\mathbb {E} \left[\operatorname {e} ^{\mathrm {i} tX}\right]\\&=\mathbb {E} \left[\cos(tX)\right]+\mathrm {i} \ \mathbb {E} \left[\sin(tX)\right].\end{aligned}}}
- Si cette variable aléatoire possède une densité, disons fX, alors

{\displaystyle \varphi _{X}(t)=\int _{\mathbb {R} }f_{X}(x)\operatorname {e} ^{\mathrm {i} tx}\,\mathrm {d} x.}
Ainsi, dans le cas d'une variable aléatoire à densité, la fonction caractéristique est la transformée de Fourier (probabiliste) inverse (à un facteur 2π près dans l'exponentielle suivant la convention) de la densité. Probablement pour cette raison, il arrive que l'on choisisse une convention différente[réf. nécessaire], à savoir {\displaystyle \varphi _{X}(t)=\mathbb {E} [\operatorname {e} ^{2\mathrm {i} \pi tX}]}. On notera que bien que l'usage dans la communauté des probabilistes soit de parler de transformée de Fourier, il s'agit en toute rigueur de la transformation de Fourier inverse.
- Si cette variable est à valeurs dans l'ensemble des entiers naturels alors

{\displaystyle \varphi _{X}(t)=\sum _{k=0}^{\infty }\mathbb {P} (X=k){\rm {e}}^{\mathrm {i} tk}=G_{X}({\rm {e}}^{\mathrm {i} t})}
où GX désigne sa fonction génératrice des probabilités généralisée à un paramètre complexe.

### Pour une variable d'un espace euclidien
Plus généralement, la fonction caractéristique d'une variable aléatoire X à valeurs dans {\displaystyle \mathbb {R} ^{d}} est la fonction à valeurs complexes définie sur {\displaystyle \mathbb {R} ^{d}} par
{\displaystyle \varphi _{X}(u)=\mathbb {E} \left[\operatorname {e} ^{\mathrm {i} \langle u,X\rangle }\right]}
où {\displaystyle \langle u,X\rangle } est le produit scalaire de u avec X.

### Pour une fonction de répartition
La fonction caractéristique d'une fonction de répartition F est la fonction à valeurs complexes définie sur {\displaystyle \mathbb {R} } par
{\displaystyle \varphi _{F}(t)=\int _{-\infty }^{+\infty }{\textrm {e}}^{\mathrm {i} tz}\,\mathrm {d} F(z)}
où l'intégrale est une intégrale de Stieltjes.

## Interprétation
La fonction caractéristique est une manière de décrire une variable aléatoire. La fonction caractéristique détermine complètement le comportement et les propriétés de la distribution de probabilité de la variable aléatoire X. 

### Relation avec la fonction de distribution cumulative
La fonction caractéristique est similaire à la fonction de distribution cumulative :{\displaystyle F_{X}(x)=\operatorname {E} \left[\mathbf {1} _{\{X\leq x\}}\right]} (où 1{X ≤ x} est la fonction indicatrice  — elle est égale à 1 lorsque X ≤ x, et zéro sinon), qui détermine également complètement le comportement et les propriétés de la distribution de probabilité de la variable aléatoire X. 
Les deux approches sont équivalentes dans le sens où connaissant l’une des fonctions, il est toujours possible de trouver l’autre, mais elles fournissent des informations différentes pour comprendre les caractéristiques de la variable aléatoire. De plus, dans des cas particuliers, il peut y avoir des différences quant à savoir si ces fonctions peuvent être représentées comme des expressions impliquant des fonctions standards simples.

## Propriétés
- La fonction caractéristique détermine de façon unique la loi d'une variable aléatoire au sens où « φX = φY » (égalité de fonctions) équivaut à « X et Y ont la même loi ».
- Si X et Y sont deux variables aléatoires indépendantes, φX+Y = φXφY. Plus généralement, si X1,...,Xn sont des variables aléatoires mutuellement indépendantes, alors φX1+...+Xn = φX1...φXn. En appliquant alors la transformée de Fourier à φX+Y, cela permet de retrouver la loi de X+Y.
- Il y a une relation entre les moments et la fonction caractéristique d'une variable aléatoire. Lorsque les moments de tout ordre existent et que leur série génératrice exponentielle a un rayon de convergence non nul R alors  :
{\displaystyle \varphi _{X}(t)=\sum _{k=0}^{\infty }{\frac {\mathrm {i} ^{k}\mathbb {E} [X^{k}]}{k!}}t^{k}~~~\forall t\in \left]-R,R\right[}.

- Cette relation sert parfois à calculer l'espérance (moment d'ordre 1) et la variance d'une variable aléatoire. Plus explicitement, en évaluant en 0 :
{\displaystyle \varphi _{X}^{(k)}(0)=\mathrm {i} ^{k}\mathbb {E} [X^{k}]}
donc :
{\displaystyle \mathbb {E} [X]=-\mathrm {i} \varphi _{X}^{\prime }(0)}
{\displaystyle \mathbb {E} \left[X^{2}\right]=-\,\varphi _{X}^{\prime \prime }(0)}
{\displaystyle {\textrm {Var}}(X)=-\,\varphi _{X}^{\prime \prime }(0)+\left(\varphi _{X}^{\prime }(0)\right)^{2}}.
- La relation suivante sert, par exemple, à calculer la fonction caractéristique d'une variable centrée réduite, à partir de la fonction caractéristique de la variable de départ : 
{\displaystyle \varphi _{aX+b}(t)=\varphi _{X}(at)\,\operatorname {e} ^{\mathrm {i} tb}}.
- Le théorème de convergence de Lévy dit que la convergence en loi est équivalente à la convergence simple de la fonction caractéristique en tout point.

## Seconde fonction caractéristique

### Définition
La seconde fonction caractéristique d'une variable aléatoire réelle X est la fonction à valeurs complexes définie par
{\displaystyle \psi _{X}(t)={\text{Log }}\varphi _{X}(t)={\text{Log }}\mathbb {E} [e^{\mathrm {i} tX}]}
où Log désigne la branche principale du logarithme qui est définie et holomorphe sur le plan complexe privé de la demi-droite des réels négatifs ou nuls et qui vaut 0 en 1.
Puisque la fonction caractéristique est toujours continue et vaut 1 en 0 la seconde fonction caractéristique est toujours bien définie sur un voisinage de 0.

### Lien avec la fonction génératrice des cumulants
- La seconde fonction caractéristique est parfois appelée la fonction génératrice des cumulants. Le mathématicien Eugène Lukacz, dans son livre Characteristic functions[1], observe l'utilisation malheureuse du terme « fonction génératrice des cumulants » car la seconde fonction génératrice existe toujours au voisinage de 0 tandis que les cumulants et les moments de X pourraient très bien ne pas exister. Il ajoute également que le terme « seconde fonction caractéristique » vient de la littérature mathématique française.
- La fonction génératrice des cumulants peut également désigner le logarithme népérien de la fonction génératrice des moments.